# La Capilla
La Capilla là một khu tự quản thuộc tỉnh Boyacá, Colombia. Thủ phủ của khu tự quản La Capilla đóng tại La Capilla Khu tự quản La Capilla có diện tích ki lô mét vuông. Đến thời điểm ngày 28 tháng 5 năm 2005, khu tự quản La Capilla có dân số 4151 người.